# Kagewani
Kagewani (影鰐-KAGEWANI-? lett. "Coccodrillo ombra") è una serie televisiva anime prodotta dallo studio Tomovies per la regia di Tomoya Takashima, trasmessa in Giappone tra il 2 ottobre e il 25 dicembre 2015. Una seconda stagione, intitolata Kagewani: shō (影鰐-KAGEWANI-承?), è andata in onda dal 1º aprile al 24 giugno 2016.

## Personaggi
Sōsuke Banba (番場 宗介?, Banba Sōsuke)
Doppiato da: Tomokazu Sugita
Masataka Kimura (木村 雅貴?, Masataka Kimura)
Doppiato da: Ryōtarō Okiayu

## Produzione
L'anime, annunciato dallo staff del contenitore Ultra Super Anime Time in occasione dell'AnimeJapan 2015, è una serie di corti diretta da Tomoya Takashima presso lo studio Tomovies. La trasmissione televisiva della prima stagione è avvenuta tra il 2 ottobre e il 25 dicembre 2015, mentre quella della seconda tra il 1º aprile e il 24 giugno 2016. La sigla di apertura è Arrival of Fear degli M.S.S Project. In Italia i diritti della prima stagione sono stati acquistati dalla Dynit per VVVVID; entrambe le stagioni sono state trasmesse in streaming invece sia sul suolo italiano sia nel resto del mondo, Asia esclusa, da Crunchyroll.

### Episodi
Kagewani
| Nº | Titolo italiano (edizione Dynit) Giapponese 「Kanji」 - Rōmaji | In onda          | In onda |
| Nº | Titolo italiano (edizione Dynit) Giapponese 「Kanji」 - Rōmaji | Giapponese       |         |
| 1  | Cavallo lento 「駑馬」 - Doba                                  | 2 ottobre 2015   |         |
| 2  | Zanne di ghiaccio 「氷牙」 - Hyōga                             | 9 ottobre 2015   |         |
| 3  | Ritorno 「帰還」 - Kikan                                       | 16 ottobre 2015  |         |
| 4  | Diapsida 「双弓」 - Sōkyū                                      | 23 ottobre 2015  |         |
| 5  | Sgargiante 「異彩」 - Isai                                     | 30 ottobre 2015  |         |
| 6  | Acque profonde 「深淵」 - Shin'en                              | 6 novembre 2015  |         |
| 7  | Fenditerra 「切斬」 - Setsuzan                                 | 13 novembre 2015 |         |
| 8  | Mimetizzazione 「擬態」 - Gitai                                | 20 novembre 2015 |         |
| 9  | Malia 「蠱惑」 - Kowaku                                        | 27 novembre 2015 |         |
| 10 | Coccodrillo ombra 「影鰐」 - Kagewani                          | 4 dicembre 2015  |         |
| 11 | Incontro 「遭遇」 - Sōgū                                       | 11 dicembre 2015 |         |
| 12 | Nero lucente 「漆黒」 - Shikkoku                               | 18 dicembre 2015 |         |
| 13 | Reinsediamento 「還御」 - Kangyo                               | 25 dicembre 2015 |         |

Kagewani: shō
| Nº | Titolo italiano (edizione Crunchyroll) Giapponese 「Kanji」 - Rōmaji | In onda        | In onda |
| Nº | Titolo italiano (edizione Crunchyroll) Giapponese 「Kanji」 - Rōmaji | Giapponese     |         |
| 1  | Movimenti fetali 「胎動」 - Taidō                                    | 1º aprile 2016 |         |
| 2  | Inseguimento 「追行」 - Tsuikō                                       | 8 aprile 2016  |         |
| 3  | Rito 「秘儀」 - Higi                                                 | 15 aprile 2016 |         |
| 4  | La prova 「試煉」 - Shiren                                           | 22 aprile 2016 |         |
| 5  | Scontro 「衝突」 - Shōtotsu                                          | 29 aprile 2016 |         |
| 6  | Cecità 「失明」 - Shitsumei                                          | 6 maggio 2016  |         |
| 7  | Solitudine 「孤独」 - Kodoku                                         | 13 maggio 2016 |         |
| 8  | Memorie 「記憶」 - Kioku                                             | 20 maggio 2016 |         |
| 9  | Preda 「餌食」 - Ejiki                                               | 27 maggio 2016 |         |
| 10 | Incubo 「夢魔」 - Muma                                               | 3 giugno 2016  |         |
| 11 | Evoluzione 「進化」 - Shinka                                         | 10 giugno 2016 |         |
| 12 | Battaglia decisiva 「決戦」 - Kessen                                 | 17 giugno 2016 |         |
| 13 | Ultimo atto 「終局」 - Shūkyoku                                      | 24 giugno 2016 |         |